# Emil Warburg
Emil Gabriel Warburg (Altona, 9 maart 1846 – Bayreuth, 28 juli 1931) was een Duits natuurkundige en hoogleraar fysica aan de universiteiten van Straatsburg, Freiburg en Berlijn. Hij was de vader van Nobellaureaat Otto Heinrich Warburg.

## Biografie
Warburg werd geboren in Altona, bij Hamburg. In 1863 begon hij aan een studie scheikunde aan de Universiteit van Heidelberg en volgde colleges bij Robert Bunsen, Hermann von Helmholtz en Gustav Robert Kirchhoff. Niet in de minste plaats onder de indruk van de verhelderende en weloverwogen colleges van Kirchhoff stapte hij over naar de natuurkunde, ook omdat dit vak zijn mathematische interesses meer aansprak. In 1865 zette hij zijn studie in Berlijn voort. Het daar aanwezige laboratorium van Heinrich Gustav Magnus behoorde in die tijd tot een van de weinige in Duitsland die studenten de mogelijkheid bood om zelfstandig te experimenteren.
Onder begeleiding van laboratorium-assistent August Kundt hield Warburg zich aanvankelijk bezig met akoestische vraagstukken. In 1867 promoveerde hij met het toen gangbaar in het Latijn geschreven proefschrift "De systematis corporum vibrantium". Hierin behandelde hij een speciaal trilsysteem met een differentiaalvergelijking van de vierde orde.
In mei 1870 verkreeg Warburg de bevoegdheid om te doceren. Op grond van een algemene mobilisatie werd hij in juli opgeroepen en nam als officier deel aan de Frans-Duitse Oorlog.

### Straatsburg
Als verliezer werd Frankrijk gedwongen om Elzas-Lotharingen af te staan aan het pas gestichte Duitse Rijk. Als gevolg daarvan werd in 1872 de Universiteit van Straatsburg opgericht. Die moest de verbreiding van de Duitse cultuur in het voormalige Franse grondgebied bevorderen en werd daarom voorzien van voldoende financiële middelen. August Kundt kreeg de leiding over de opbouw van de faculteit natuurkunde. Tot zijn opluchting was hij in staat om een extra positie te creëren van een theoretische afdeling, die tot zijn wens door Warburg werd ingevuld. Een scheiding tussen de experimentele en theoretische natuurkunde bestond op dat moment nog niet. Emil Warburg wordt als een van de laatste natuurkundigen beschouwd die beide aspecten beheerste en onderwees.
De samenwerking was gedurende de volgende vier jaar buitengewoon vruchtbaar. Ze publiceerden twee belangrijke werken op gebied van de kinetische theorie van gassen. Met hun destijds omstreden theorie zijn inwendige wrijving (viscositeit) en thermische geleidbaarheid van gassen bij een grensdruk constant, dat wil zeggen drukonafhankelijk. Dit konden ze tot een druk van 10−2 Torr experimenteel verifiëren. De door Warburg berekende afwijking bij nog lagere drukken kon hij pas 24 jaar later door de vooruitgang van de vacuümtechniek experimenteel vaststellen.
Een verdere bevestiging van de kinetische gastheorie leverden Kundt en Warburg door de meting van de adiabatische exponent κ = cp/cv van verdund kwikgas met behulp van de door Kundt ontwikkelde stoffiguurmethode (cp en cv zijn de soortelijke warmtecapaciteit bij respectievelijk constante druk en constant volume). De experimenteel bepaalde waarde van 5/3 kwam exact overeen met de theoretische waarde, die voor puntvormige gasdeeltjes opgaat. Metingen met onder andere zuurstof en stikstof leverden de theoretische waarde van 1,4 op. Deze afwijking wordt, zoals we vandaag weten, veroorzaakt door de moleculaire structuur. Niet in het minst door Kundts en Warburgs metingen werd, ondanks deze tegenstelling, hun concept van de kinetische gastheorie vastgehouden en verder ontwikkeld.

### Freiburg
In 1876 ging Warburg, op een leeftijd van slechts negenentwintig jaar, naar de Universiteit van Freiburg, een universiteit van destijds onderschikte betekenis. Als voorzitter van de faculteit natuurkunde wijdde hij zich aan elektromagnetische verschijnselen. De ontdekking van de theoretische verklaring van magnetische hysterese (1880) behoort tot de wetenschappelijk belangrijkste prestaties van Warburg.

### Berlijn
Na het vroegtijdig overlijden van August Kundt ontving de 48-jarige Warburg een oproep om naar Berlijn te komen. Eerder had Friedrich Kohlrausch, favoriet voor deze post, de oproep verworpen vanwege de verwachte hoge werkdruk. Warburg verkreeg de aanstelling als hoogleraar boven concurrenten als Walther Nernst en Otto Wiener. Daarnaast was hij tussen 1897 en 1905 voorzitter van het Deutsche Physikalische Gesellschaft (DPG).
Nadat hij in 1905 zijn ambt als gewoon hoogleraar aan de Berlijnse universiteit neergelegd had nam hij de leiding op zich van de Physikalisch Technischen Reichsanstalt. Onder zijn leiding werd de scheiding afgeschaft tussen de technische en wetenschappelijke afdeling. In plaats daarvan werden individuele instellingen opgericht voor optica, elektriciteit en magnetisme, warmte en druk. Belangrijke wetenschappelijke werken uit die periode zijn metingen van de zwarte lichaamstraler, alsmede de fotochemie. In 1911 nam hij deel aan de eerste Solvay-conferentie, waar toonaangevende fysici spraken over de stralings- en kwantumtheorie. In 1912 was hij behulpzaam bij de oprichting van een Duits verlichtingsbedrijf.
Met 76 jaar ging Warburg op 1 april 1922 met pensioen. Tot het einde van zijn leven maakte hij gebruik van zijn recht kandidaten te nomineren voor de Nobelprijs voor de Natuurkunde. Tot de door hem voorgestelde kandidaten behoorden Friedrich Kohlrausch (1905-1907, 1909), Otto Lummer, Wilhelm Wien en Max Planck (1910-1911) alsmede Albert Einstein (1917-1923).
Hij overleed op 28 juli 1931 op een leeftijd van 85 jaar. Hij werd begraven op de stedelijke begraafplaats in Bayreuth.